# 1314
1314. је била проста година.

## Догађаји
- 18. март — Француски краљ Филип IV је наредио да се Жак де Моле, последњи велики мајстор Темпларског реда, спали на ломачи.
- Побуна у краљевини Србији (1314) против Стефана Уроша II Милутина је успешно угушена.
- Краљ Милутин подиже Цркву Светог мученика Христова Георгија у Дабру у месту званом Ораховица.

## Смрти
- 8. фебруар — Јелена Анжујска, српска краљица и жена Уроша I, родом из Француске. (*1236)

### Март
- 18. март — Жак де Моле, последњи Велики мајстор витезова Темплара

### Април
- 20. април — Папа Климент V (* око 1264)

### Јун
- 24. јун — Филипа од Еноа, енглеска краљица

### Август
- 29. новембар — Филип IV, француски краљ (* 1268)